# Diana Mocanu
Diana Mocanu (Brăila, 19. srpnja 1984.) je rumunjska plivačica.
Dvostruka je olimpijska pobjednica u plivanju.

## Vanjske poveznice
- FINA Životopis  Arhivirana inačica izvorne stranice od 3. rujna 2006. (Wayback Machine)